# دوق شوابيا
هذه قائمة تحتوى دوقات شوابيا خلال عصور الوسطى؛ بحيث كانت شوابيا واحدة من خمسة دوقات العريقة لـ مملكة ألمانيا في عصور الوسطى، وكان دوقاتها من أقوى الدوقات ألمانيا، وكانت هوهنشتاوفن أشهر أسرة حكمت الدوقية، انهارت الدوقية مع وفاة آخرهم كونرادين، على الرغم من أن رودولف الأول ملك ألمانيا حاول إحياء الدوقية من جديد من خلال حكم أسرته هابسبورغ في أواخر القرن الثالث عشر، إلا هذه محاولاته لم تنجح وفي نهاية المطاف تفككت إلى عدة دويلات صغيرة، (الآن تتوزع بين خمسة الدول أوروبية تقربياً).

## دوقات ألامانيا (506-911)

### الدوقات خلال عهدالميروفنجيين
- بوتيلين (539-554)؛ مع...
- ليوثاري الأول (قبل 552-554)؛ مع...
- هامينغ (539-554)؛ مع...
- لانتشار (حتى 548؛ أبرشية أوانش).
- ماغناشر (565؛ أبرشية أوانش).
- فايفر (573؛ أبرشية أوانش).
- ثيودفريد.
- ليوتفريد (حتى 588).
- أونسيلين (588-607).
- غونزو (613).
- شرودوبيرت (630).
- ليوثاري الثاني (642).
- غوتفريد (حتى 709).
- فيلهاري (709-712 في أورتيناو).
- لانتفريد (709-730).
- ثيودبالد (709-744).
- كارلومان (744-747)؛ من سلالة الكارولنجية.
- دوروغو (747-748)؛ ابن السابق.

### حكام الكارولنجيون
- كارل الأصلع (829-840).
- كارل البدين (864-880).
- لودفيغ الأصغر (880-882).
- كارل البدين (882-888).
- بيرنارد (888-892).

### هونفريدينيغ
- بورشار الأول (909-911).

## دوقات شوابيا (911-1268)

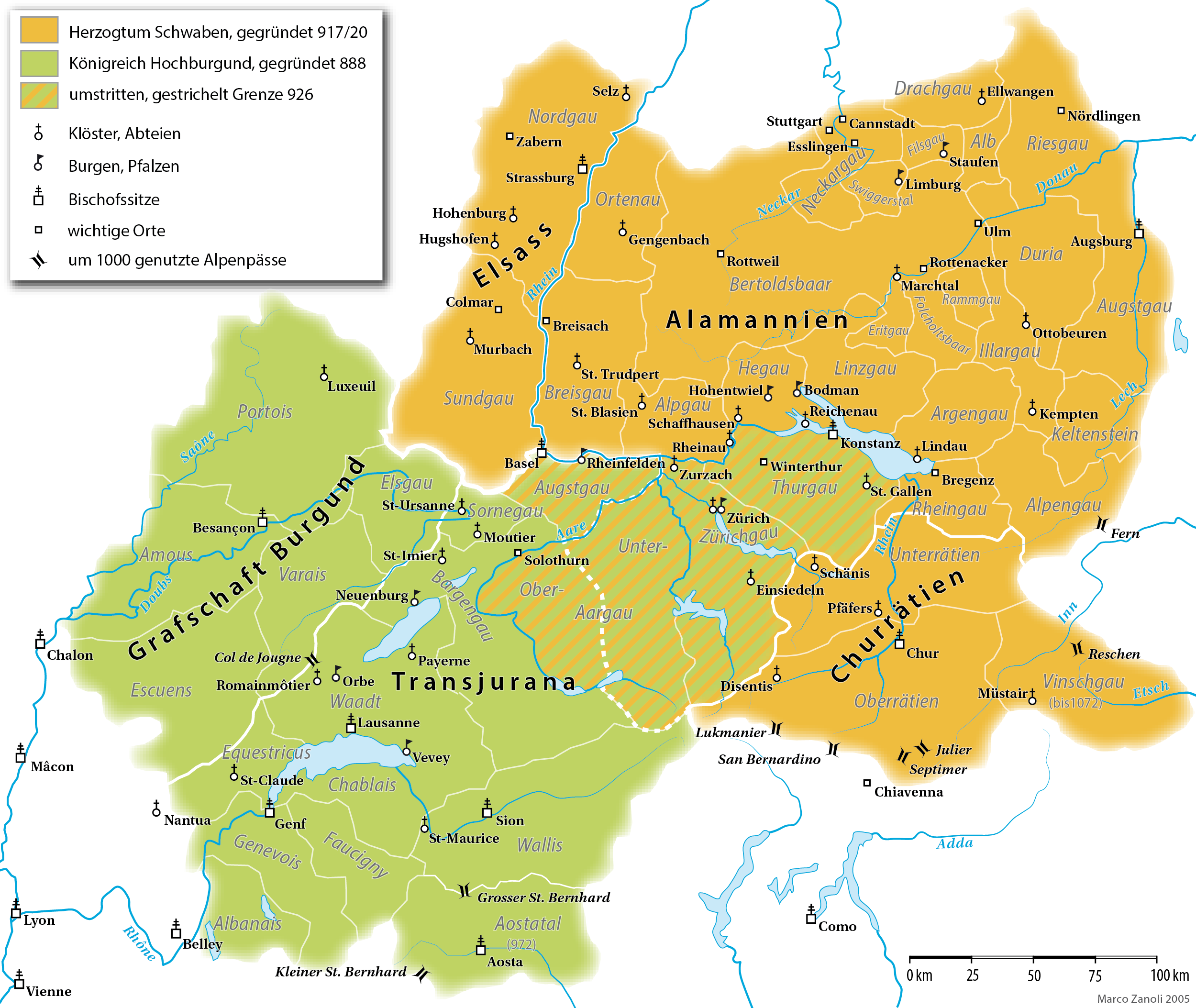
خريطة توضح دوقية شوابيا في القرنين العاشر والحادي عشر (تظهر الدوقية بالون البرتقالي، في حين بورغندي العليا باللون الأخضر).

### أسر متنوعة
- ارشانغر (915-917؛ من أسرة أهلولفينجر).
- بورشار الثاني (917-926؛ من أسرة هونفريدينيغ).
- هيرمان الأول (926-949؛ أسرة كونرادين).
- ليودولف (950-954؛ أسرة أوتونية).
- بورشار الثالث (954-973؛ من أسرة هونفريدينيغ).
- أوتو الأول (973-982؛ أسرة أوتونية).

### أسرة كونرادين
- كونراد الأول (982-997).
- هيرمان الثاني (997-1003).
- هيرمان الثالث (1003-12).

### أسرة بابنبيرغ
- إرنست الأول (1012-15).
- إرنست الثاني (1015-30).
- هيرمان الرابع (1030-38).

### أسر متنوعة
- هاينريش الأول (1038-45؛ أسرة ساليان)؛ ملك الرومان منذ 1039، وإمبراطور روماني مقدس من 946.
- أوتو الثاني (1045-48؛ إزونيد).
- أوتو الثالث (1048-57؛ شفاينفورت).
- رودولف الأول (1057-79؛ راينفيلدن).
- بيرتولد الأول (1079-90؛ راينفيلدن).
- بيرتولد الثاني (1092-98؛ تسرينغن).

### أسرة هوهنشتاوفن
| فريدريش الأول 1079–1105                  |                  | 1050 ابن فريدرش فون بورن و هيلدغارد من إغشيم-داغسبورغ              | أغنيس من ألمانيا 1089 إحدى عشر ابناً                                                                                     | 21 يوليو 1105 العمر 54 أو 55          |
| فريدرش الثاني ذو العين الواحدة 1105–1147 |                  | 1090 ابن فريدرش الأول وأغنيس من ألمانيا                            | جوديث من بافاريا 1121 ابنين أغنيس من ساربروكن ق.1132 ابنين                                                              | 6 أبريل 1147 العمر 56 أو 57           |
| فريدرش الثالث بربروسا 1147–1152          |                  | 1122 ابن فريدرش الثاني وجوديث من بافاريا                           | أدلهيد من فوهبورغ 2 مارس 1147 إغار ليس لديهم أبناء بياتريس الأولى، كونتيسة بورغندي 9 يونيو 1156 فورتسبورغ أثنى عشر ابناً | 10 يونيو 1190 العمر 67 أو 68          |
| فريدرش الرابع 1152–1167                  |                  | 1145 ابن كونراد الثالث ملك ألمانيا و جيرترود من زولسباخ            | جيرترود من بافاريا 1166 ليس لديهم أبناء                                                                                 | 19 أغسطس 1167 روما العمر 21 أو 22     |
| فريدرش الخامس 1167–1170                  |                  | 16 يوليو 1164 بافيا ابن فريدرش الثالث وبياتريس الأولى من بورغندي   | غير متزوج | 28 نوفمبر 1170 العمر 6                |
| فريدرش الثالث 1170–1191                  |                  | فبراير 1167 موديليانا ابن فريدرش الثالث وبياتريس الأولى من بورغندي | غير متزوج | 20 يناير 1191 عكا العمر 24            |
| كونراد الثاني 1191–1196                  |                  | فبراير أو مارس 1173 ابن فريدرش الثالث وبياتريس الأولى من بورغندي   | غير متزوج | 15 أغسطس 1196 دورلاخ العمر 23         |
| فيليب 1196–1208                          |                  | أغسطس 1177 ابن فريدرش الثالث وبياتريس الأولى من بورغندي            | إيرين أنجيلينا 25 مايو 1197 4 بنات                                                                                      | 21 يونيو 1208 بامبيرغ العمر 30        |
| شاغل: 1208-1212                          |                  |                                                                    | |                                       |
| فريدرش السابع 1212–1216                  | Frederick I      | 26 ديسمبر 1194 ييزي ابن هاينريش الأول وكونستانس ملكة صقلية         | كونستانس من أراغون 15 أغسطس 1209 ابن يولاندا من القدس 9 نوفمبر 1225 ابنين إيزابيلا من إنجلترا 15 يوليو 1235 4 أبناء     | 13 ديسمبر 1250 توريمادجوري العمر 55   |
| هاينريش الثاني 1216–1235                 | هاينريش (السابع) | 1211 صقلية ابن فريدرش الثاني وكونستانس من أراغون                   | مارغريت من النمسا 29 نوفمبر 1225 ابنين                                                                                  | 12 فبراير 1242 مارتيرانو العمر 30     |
| كونراد الثالث 1235–1254                  | كونراد الثالث    | 25 أبريل 1228 أندريا ابن فريدرش السابع ويولاندا من القدس           | إليزابيث من بافاريا 1 سبتمبر 1246 ابن                                                                                   | 21 مايو 1254 لافيلو العمر 26          |
| كونراد الرابع الأصغر 1254–1268           | Conrad II        | 25 مارس 1252 فولفشتين ابن كونراد الثالث وإليزابيث من بافاريا       | غير متزوج | 29 أكتوبر 1268 نابولي العمر 16 (أُعدم) |

### أسرة هابسبورغ (1283-1309)
- رودولف (1289-90).
- يوهان (1290-1309).

## الدول التي خلفت شوابيا
في القرن الثالث عشر تفككت دوقية شوابيا إلى العديد من الدول الصغيرة؛ ومن آهمها:-
| - أسقفية أوغسبورغ. - أسقفية خور. - أسقفية كونستانس. - أسقفية ستراسبورغ. - دوقية تيك (ضمت إلى فورتمبيرغ). - مرغريفية بورغاو (ضمت إلى النمسا). - مرغريفية هوشبيرغ. - مرغريفية كليتغاو. - لاندغرافية الألزاس السفلى. - لاندغرافية سوندغاو (ضمت إلى النمسا). - لاندغرافية ثورغاو (ضمت إلى النمسا). - كونتية توبينغن البلاطينية (ضمت إلى فورتمبيرغ). - ديرية ديسينتيس. - ديرية مورباخ. - ديرية زانكت بلازين. - ديرية سان غالن. | - كونتية بريغنتس (ضمت إلى النمسا). - كونتية فرايبورغ (ضمت إلى النمسا). - كونتية فورستنبيرغ. - كونتية غينغن. - كونتية هيليغنبيرغ. - كونتية هوهنبيرغ (ضمت إلى النمسا). - كونتية كيرخبيرغ. - كونتية مارشتيتن. - كونتية نيلينبورغ. - كونتية أوتينغن. - كونتية بفيرت (ضمت إلى النمسا). - كونتية زولتس (ضمت فورتمبيرغ). - كونتية فردنبيرغ. - كونتية فورتمبيرغ. - كونت تسولرن. |

خلال القرن التالي، ضمت العديد من هذه الولايات كما هو موضح في أعلى إلى كونتية فورتمبيرغ أو دوقية النمسا؛ وفي 1803 انضمت شوابيا البافارية إلى بافاريا والتي أصبحت جزءاً من مملكة بافاريا بعد وقت قصير.